# Hawker Sea Fury
O Hawker Sea Fury, foi um caça monomotor a pistão, designado para servir a Marinha Real, logo após o término da Segunda Guerra Mundial. Foi o apogeu da experiência adquirida em matéria de aerodinâmica antes do surgimento do jato, ultrapassava a velocidade de 600 km/h.
Desenvolvido durante a Segunda Guerra Mundial, o Sea Fury entrou em serviço dois anos após o término da guerra. O Sea Fury provou ser uma aeronave popular com um número de militares no exterior, e foi utilizado durante a Guerra da Coréia no início de 1950, bem como na Invasão da Baía dos Porcos de Cuba em 1961.

## Desenvolvimento
O desenvolvimento do Sea Fury foi formalmente iniciado em 1943, em resposta a uma exigência do tempo de guerra da RAF, assim, a aeronave foi inicialmente denominada Fury. Como a Segunda Guerra Mundial se aproximava do fim, a RAF cancelada sua ordem para a aeronave, no entanto, a Marinha Real viu o tipo como um avião transportador adequado para substituir uma série de aeronaves cada vez mais obsoletas. O desenvolvimento do Sea Fury procedeu, e as primeiras unidades começaram a entrar em serviço operacional em 1947.

## Operadores militares
- Reino Unido
- Austrália
- Birmânia
- Canadá
- Cuba
- Egito
- Alemanha
- Iraque
- Países Baixos
- Paquistão